# Cathédrale de Norcia
La cathédrale de Norcia (en italien : Concattedrale di Santa Maria Argentea) est une église catholique romaine italienne située à Norcia, en Ombrie. Il s'agit d'une cocathédrale de l'archidiocèse de Spolète-Norcia. Elle est en grande partie détruite lors du tremblement de terre du 30 octobre 2016.

## Situation
Elle est située dans le centre de la ville, sur la place de la Cathédrale (Piazza del Duomo), en face de la Castellina et non loin de la basilique Saint-Benoît.

## Histoire
La cathédrale est construite de 1556 à 1570, et remplace une église démolie en 1554 qui se situait à l'emplacement de la résidence fortifiée, la Castellina.
Siège du diocèse de Norcia jusqu'en 1986, l'église devient alors cocathédrale lors de la fusion avec l'archidiocèse de Spolète.
Lors du séisme du 30 octobre 2016 qui frappe le centre de la péninsule italienne, la cathédrale est en grande partie détruite. L'ensemble de la toiture et la nef se sont effondrés, seuls les façades et le clocher sont demeurés debout.